# 18. januar
18. januar je 18. dan leta v gregorijanskem koledarju. Ostaja še 347 dni (348 v prestopnih letih).

## Dogodki
- 532 – Justinijan I. zatre upor Nika
- 1535 – Francisco Pizarro ustanovi Limo
- 1778 – James Cook odkrije Havaje
- 1850 – v habsburški monarhiji uvedena žandarmerija
- 1871 – v Versaillesu pruskega kralja Viljema I. okronajo za nemškega cesarja, s čimer se nemške dežele formalno združijo v Nemško cesarstvo
- 1919 – začetek mirovnih pogajanj v Versaillesu
- 1943 – upor Judov v varšavskem getu
- 2022 – Roberta Metsola na svoj rojstni dan postane najmlajša predsednica Evropskega parlamenta.

## Rojstva
- 1519 – Izabela Jagelo, poljska princesa in ogrska kraljica († 1559)
- 1659 – Damaris Cudworth Masham, angleška filozofinja († 1708)
- 1689 – Charles de Secondat, baron de Montesquieu, francoski filozof († 1755)
- 1815 – Warren de la Rue, angleški astronom, kemik, izumitelj († 1889)
- 1825 – Edward Frankland, angleški kemik († 1899)
- 1835 – César Kjuj, ruski skladatelj, častnik († 1918)
- 1851 – Heinrich Friedjung, avstrijski zgodovinar († 1920)
- 1857 – Otto von Below, pruski general († 1944)
- 1866 – Anton Verovšek, slovenski gledališki igralec, gledališki režiser († 1914)
- 1868 – Kantarō Suzuki, japonski predsednik vlade († 1948)
- 1879 – Henri-Honoré Giraud, francoski general in politik († 1949)
- 1880 – Paul Ehrenfest, avstrijski fizik, matematik († 1933)
- 1881 – Gaston Gallimard, francoski založnik († 1975)
- 1888 – sir Thomas Octave Murdoch Sopwith, angleški letalski konstruktor († 1989)
- 1892 – Oliver Hardy, ameriški filmski igralec, komik († 1957)
- 1904 – Archibald Alexander Leach - Cary Grant, angleško-ameriški filmski igralec († 1986)
- 1908 – Princesa Sibyla Saxe-Coburg-Gothska († 1972)
- 1911 – David Daniel Kaminsky - Danny Kaye, ameriški filmski igralec († 1987)
- 1914 – Vitomil Zupan, slovenski pisatelj († 1987)
- 1921 – Joičiro Nambu, japonsko-ameriški fizik, nobelovec 2008 († 2015)
- 1925 – Gilles Deleuze, francoski filozof († 1995)
- 1938 – Anthony Giddens, angleški sociolog
- 1940 – Pedro Rodríguez, mehiški avtomobilski dirkač († 1971)
- 1950 – Gilles Villeneuve, kanadski avtomobilski dirkač († 1982)
- 1955 – Kevin Costner, ameriški filmski igralec
- 1961 – Mark Messier, kanadski hokejist
- 1966 – Aleksander Halifman, ruski šahist
- 1971 – Christian Fittipaldi, brazilski avtomobilski dirkač
- 1971 – Josep Guardiola, španski nogometaš in trener
- 1976 – Pavel Mareš, češki nogometaš
- 1978 – Thor Hushovd, norveški kolesar
- 1979 – Roberta Metsola, malteška političarka in pravnica

## Smrti
- 1071 – Nuno II. Mendes, portugalski grof
- 1121 – Vilijem iz Champeauxa, francoski filozof in teolog (* 1070)
- 1122 – Kristina Ingesdotter, švedska princesa in kijevska kneginja (* 11. stoletje)
- 1169 – Šhavar, egiptovski fatimidski vezir
- 1174 – Vladislav II., češki kralj (* 1110)
- 1213 – Tamara Velika, gruzijska kraljica (* 1160)
- 1221 – Teodorik I., meissenški mejni grof (* 1162)
- 1253 – Henrik I., ciprski kralj (* 1217)
- 1270 – Margareta Ogrska, princesa, dominikanska redovnica in svetnica (* 1242)
- 1323 – Katarina Habsburška, vojvodinja Kalabrije (* 1295)
- 1357 – Marija Portugalska, kastiljska kraljica (* 1313)
- 1360 – Ludovico I. Gonzaga, vladar Mantove, gibelin (* 1268)
- 1367 – Peter I., portugalski kralj (* 1320)
- 1411 – Jošt Luksemburški, moravski mejni grof, brandenburški mejni grof, luksemburški vojvoda, nemški kralj (* 1351)
- 1802 – Antoine Darquier de Pellepoix, francoski astronom (* 1718)
- 1865 – James Beaumont Neilson, škotski izumitelj (* 1792)
- 1873 – Edward George Bulwer-Lytton, angleški dramatik, pisatelj, politik (* 1803)
- 1873 – Pierre Charles François Dupin, francoski matematik, inženir (* 1784)
- 1875 – Oscar Gustav Rejlander, švedski slikar, fotograf (* 1813)
- 1905 – Johann Gottfried Wetzstein, nemški orientalist (* 1815)
- 1925 – John McTaggart Ellis McTaggart, britanski filozof (* 1866)
- 1936 – Joseph Rudyard Kipling, britanski pisatelj indijskega rodu, nobelovec 1907 (* 1865)
- 1961 – Patrice Lumumba, predsednik vlade DR Kongo (možen datum smrti je tudi 17. januar) (* 1925)
- 1963 – Edward Charles Titchmarsh, angleški matematik (* 1899)
- 1977 – Džemal Bijedić, bosanski politik (* 1917)
- 1980 – sir Cecil Walter Hardy Beaton, angleški fotograf (* 1904)
- 1987 – Sergio Blažić, hrvaški pevec, član zasedbe Atomsko sklonište (* 1951)
- 1996 – Nandamuri Taraka Rama Rao, indijski filmski igralec, filmski režiser, filmski producent (* 1923)
- 2005 – Marjana Deržaj, slovenska pevka (* 1936)

## Goduje
- sveta Priska
- sveta Marjeta Ogrska